# Henderik Seinen
Henderik Seinen (Leggeloo, 25 februari 1896 – Norg, 3 maart 1976) was een Nederlands politicus.
Hij werd geboren in de gemeente Dwingeloo als zoon van Pieter Seinen (1862-1946; landbouwer) en Geertje van Essen (1864-1942). Hij was klerk 1e klasse bij de gemeentesecretarie van Odoorn en werd midden 1918 eerste ambtenaar ter secretarie bij de gemeente Uithuizermeeden. In 1920 werd hij daar de gemeentesecretaris. Seinen was vanaf 1946 de burgemeester van de gemeente Aduard. In maart 1961 ging hij daar met pensioen en in 1976 overleed hij op 80-jarige leeftijd.